# سكوت أدسيت
سكوت أدسيت (بالإنجليزية: Scott Adsit)‏ مواليد 26 نوفمبر 1965 في إلينوي، الولايات المتحدة، هو ممثل أمريكي بدأ مسيرته الفنية عام 1994.

## الأعمال
- بلدة
- مالكوم في الوسط
- اكبح حماسك
- المهمة الإيطالية
- إيلياس
- ذا ترمينال
- مونك
- المسحورات
- مالكوم في الوسط
- 30 روك

## وصلات خارجية
- سكوت أدسيت على موقع IMDb (الإنجليزية)
- سكوت أدسيت على موقع ألو سيني (الفرنسية)
- سكوت أدسيت على موقع أول موفي (الإنجليزية)
- سكوت أدسيت على موقع قاعدة بيانات الأفلام السويدية (السويدية)
- سكوت أدسيت على موقع إن إن دي بي (الإنجليزية)
- سكوت أدسيت على موقع ديسكوغز (الإنجليزية)
- سكوت أدسيت على موقع قاعدة بيانات الفيلم (الإنجليزية)
- سكوت أدسيت على موقع كينوبويسك (الروسية)